# NGC 419
NGC 419 är en klotformig stjärnhop i Lilla magellanska molnet i stjärnbilden Tukanen. Den upptäcktes den 2 september 1826 av James Dunlop.